# العلاقات الزيمبابوية الغينية
العلاقات الزيمبابوية الغينية هي العلاقات الثنائية التي تجمع بين زيمبابوي وغينيا.

## مقارنة بين البلدين
هذه مقارنة عامة ومرجعية للدولتين:
| وجه المقارنة                                              | زيمبابوي | غينيا       |
| --------------------------------------------------------- | --- | ----------- |
| المساحة (كم2)                                             | 390.76 ألف | 245.86 ألف  |
| عدد السكان (نسمة)                                         | 16.53 مليون | 12.72 مليون |
| الكثافة السكانية (ن./كم²)                                 | 42.3 | 51.74       |
| العاصمة                                                   | هراري | كوناكري     |
| اللغة الرسمية                                             | لغة إنجليزية، اللغة الشونا، النديبيلية الشمالية ‏، لغة الشيشيوا، Barwe ‏، Kalanga language ‏، Tshwa language ‏، النداو ‏، اللغة التسونجا، لغة الإشارة الزيمبابوية ‏، اللغة السوتية، تونغا ‏، اللغة التسوانية، اللغة الفيندية، اللغة الكوسية | لغة فرنسية  |
| العملة                                                    | دولار أمريكي | فرنك غيني   |
| الناتج المحلي الإجمالي (بليون دولار)                      | 17.85 مليار | 10.50 مليار |
| الناتج المحلي الإجمالي (تعادل القوة الشرائية) بليون دولار | 27.88 مليار | 15.24 مليار |
| الناتج المحلي الإجمالي الاسمي للفرد دولار أمريكي          | 924 | 531         |
| الناتج المحلي الإجمالي للفرد دولار أمريكي                 | 1.79 ألف | 1.22 ألف    |
| مؤشر التنمية البشرية                                      | 0.509 | 0.411       |
| رمز المكالمات الدولي                                      | +263 | +224        |
| رمز الإنترنت                                              | .zw | .gn         |
| المنطقة الزمنية                                           | ت ع م+02:00 | 00          |

## منظمات دولية مشتركة
يشترك البلدان في عضوية مجموعة من المنظمات الدولية، منها:
| علم المنظمة | اسم المنظمة                                 | تاريخ انضمام زيمبابوي | تاريخ انضمام غينيا |
| ----------- | ------------------------------------------- | --------------------- | ------------------ |
|             | مجموعة دول أفريقيا والكاريبي والمحيط الهادئ | ?                     | ?                  |
|             | مؤسسة التنمية الدولية                       | 29 سبتمبر 1980        | 26 سبتمبر 1969     |
|             | الأمم المتحدة                               | 25 أغسطس 1980         | 12 ديسمبر 1958     |
|             | منظمة التجارة العالمية                      | ?                     | 25 أكتوبر 1995     |
|             | الاتحاد الأفريقي                            | ?                     | 1963               |
|             | منظمة الشرطة الجنائية الدولية               | ?                     | ?                  |
|             | المركز الدولي لتسوية المنازعات الاستشارية   | 19 يونيو 1994         | 4 ديسمبر 1968      |
|             | الفريق المعني برصد الأرض                    | ?                     | ?                  |
|             | البنك الدولي للإنشاء والتعمير               | 29 سبتمبر 1980        | 28 سبتمبر 1963     |
|             | الاتحاد البريدي العالمي                     | ?                     | ?                  |
|             | منظمة حظر الأسلحة الكيميائية                | ?                     | ?                  |
|             | مؤسسة التمويل الدولية                       | 29 سبتمبر 1980        | 22 أكتوبر 1982     |
|             | البنك الإفريقي للتنمية                      | ?                     | ?                  |
|             | وكالة ضمان الاستثمار متعدد الأطراف          | 10 أبريل 1992         | 5 أكتوبر 1995      |
|             | يونسكو                                      | 22 سبتمبر 1980        | 2 فبراير 1960      |

## وصلات خارجية
- موقع وزارة الخارجية الزيمبابوية